# 西奧多山
64°58′S 62°36′W / 64.967°S 62.600°W
西奧多山是南極洲的山峰，位於葛拉漢地的丹科海岸，處於因弗利斯山東南面7公里的巴格肖冰川南岸，現時由南極條約體系管理。